# Julegrisen
Julegrisen er en dansk animationsfilm fra 2010, der er instrueret af Rickard Stampe Söderström efter manuskript af Bo C. Plantin.

## Handling
En lille gris hos en familie, den låses inde og fedes op. Dagene går, juleaften nærmer sig, og den lille gris bliver tykkere og tykkere og mere og mere ensom. Men på selve juleaftensdag slipper grisen ved et tilfælde ud af kammeret, og med den sultne familie i hælene begynder nu en jagt på liv eller død og en kamp for at undslippe ovnen.